# Laura Muntz Lyall

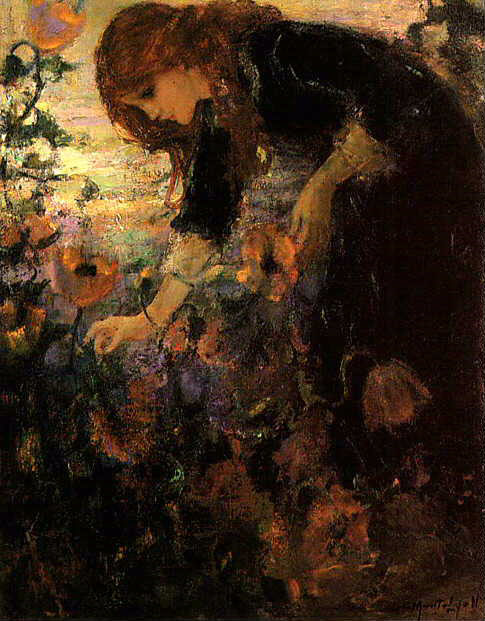
Oriental Poppies door Laura Muntz Lyall

Laura Muntz Lyall (Leamington Spa, 18 juni 1860 – Toronto, 9 december, 1930) was een Canadese impressionistische kunstschilder. Ze werd geboren in het Engelse Leamington Spa in Warwickshire en emigreerde met haar ouders naar Ontario in Canada.
Ze volgde schilderlessen bij W.C. Forster in Hamilton, Ontario en vervolmaakte haar opleiding in Parijs aan de Académie Colarossi waar ze beïnvloed werd door het impressionisme. Eenmaal terug in Canada werkte ze in een atelier in Toronto.
Laura Muntz Lyall was de eerste vrouwelijke Canadese kunstschilder die internationale erkenning kreeg, waarbij sommige van haar schilderijen onder meer tentoongesteld werden in de World's Columbian Exposition van 1893.
- Gemeinsame Normdatei: 124461077
- International Standard Name Identifier: 0000 0000 7105 447X
- Library of Congress Control Number: no2012159497
- RKD-Nederlands Instituut voor Kunstgeschiedenis: 88342
- Système universitaire de documentation: 224361279
- Union List of Artist Names: 500100583
- Virtual International Authority File: 96426079
- WorldCat: E39PBJgCG84bHwDQMqhfQvyyBP